# نقش برجسته (صنعت فیلم)
یک نقش برجسته (انگلیسی: Breakthrough role) که نقش چشمگیر هم نامیده می‌شود، اصطلاحی در صنعت فیلم برای توصیف عملکرد یک بازیگر مرد یا زن در یک اجرا است که به‌طور چشمگیری در پیشرفت حرفه‌ای آن‌ها و آغاز شناخت انتقادی نقش داشته‌است. یک اصطلاح مشابه، استراحت بزرگ، نشانگر وقوع برای مجری نقش است، نه خود نقش. چنین لحظه‌ای در حرفه بازیگر ممکن است غالباً مدتی بعد از شروع بازیگری اتفاق بیفتد زیرا نقش‌های آنها مهمتر می‌شود. غالباً یک نقش برجسته پیشرفت قابل توجهی در نقش بازیگر در فیلم است که وی را از یک شخصیت کوچک یا اضافی به یکی از بازیگران اصلی منتقل می‌شود، یا یک نقش با «تأثیر زیاد» در فیلمی که موفقیت اصلی را داشته‌است و منجر به شناخت گسترده یا محبوبیت بازیگر می‌شود. مارتین شینگلر اجرای برجسته را به عنوان عملی تعریف می‌کند که «توجه منتقدان فیلم را به خود جلب می‌کند، یا بررسی‌های جنجالی را دریافت می‌کند و متعاقباً برای بسیاری از جوایز اصلی فیلم نامزد می‌شود.»